# Galeria Saatchi
La Galeria Saatchi, originalment i en anglès Saatchi Gallery és una  galeria d'art contemporani Londres, inaugurada per Charles Saatchi el 1985 amb l'objectiu de mostrar en públic la seva gran col·lecció d'art.
Ha ocupat diversos edificis, el primer al nord de Londres, després al SouthBank al costat del riu Tàmesi i actualment es troba al barri de Chelsea.

## La col·lecció
La col·lecció Saatchi, i, per tant, la galeria de la mostra, han tingut diferents fases, començant amb artistes estatunidencs i el minimalisme, per passar després a mostrar l'obra de Damien Hirst i els YBA (Joves artistes britànics). Més endavant va tornar a mostrar pintura tradicional i novament pintors nord-americans. Durant el 2008, es pot veure una exposició d'art xinès contemporani.

## Artistes que han exposat a Saatchi
| 1985 - Donald Judd - Brice Marden - Cy Twombly - Andy Warhol 1986 - Carl Andre - Sol Lewitt - Robert Ryman - Frank Stella - Dan Flavin 1987 - Anselm Kiefer - Richard Serra - Jeff Koons - Robert Gober - Philip Taaffe - Carroll Dunham 1988 - Leon Golub - Philip Guston - Sigmar Polke | 1989 - Robert Mangold - Bruce Nauman 1990 - Leon Kossoff - Frank Auerbach - Lucian Freud 1991 - Richard Artschwager - Andreas Serrano - Cindy Sherman 1992 - Damien Hirst - Rachel Whiteread 1993 - Sarah Lucas - Marc Quinn 1994 - Jenny Saville - Paula Rego | 1995 - Gavin Turk - Glenn Brown - Gary Hume 1996 - Janine Antoni - Tony Oursler - Richard Prince - Charles Ray - Kiki Smith - Stephan Balkenhol 1997 - Duane Hanson - Andreas Gursky - Martin Honert - Thomas Ruff - Thomas Schütte | 1998 - David Salle - Jessica Stockholder - Terry Winters - John Currin - Tom Friedman - Josiah McElheny - Laura Owens - Elizabeth Peyton - Lisa Yuskavage 1999 - Alex Katz - Martin Maloney - Dexter Dalwood - Ron Mueck - Cecily Brown - Noble and Webster - Michael Raedecker 2000 - Boris Mikhailov |

2012
- Igor Kalinauskas